# Farmsum
Farmsum é uma cidade dos Países Baixos, na província de Groninga. Farmsum pertence ao município de Delfzijl, e está situada a .
A área de Farmsum, que também inclui as partes periféricas da cidade, bem como a zona rural circundante, tem uma população estimada em 2510 habitantes.